# Masía fortificada de San Juan
La masía fortificada de San Juan es un edificio agrícola residencial fortificado, que se encuentra en el camino a Gátova, próximo a la población de Altura, en la comarca del Alto Palancia, provincia de Castellón, España, que está catalogado, por declaración genérica, como Bien de Interés Cultural, aunque no se ha llevado a cabo su anotación ministerial, siendo su código identificativo: 12.07.012-010, según datos de la Dirección General de Patrimonio Artístico de la Generalidad Valenciana.

## Historia
Durante la Edad Media la zona de la sierra Calderona era lugar de incursiones militares rápidas, y dado que además en la zona no existían castillos donde refugiarse en caso de ataque enemigo; la población agraria, dispersa, tuvo que ingeniárselas para poder defenderse a ellos y a sus cosechas, de estos fugaces ataques. Surgen así las masías fortificadas. Las masías fortificadas son un tipo de construcción que surgió en las zonas agrícolas alejadas de los castillos, pero dispersas por el territorio que estaba bajo su protección y dominio. Realmente puede decirse que la zona carecía de fortificaciones que permitieran la agrupación de la población en sitio seguro. Esto provocó una mayor dispersión de la misma a lo largo del siglo XVII , tras la expulsión de los moriscos, la cual, acabó viviendo en antiguas masías provenientes de las alquerías musulmanas, las cuales estaban dotadas de una pequeña fortificación que permitía refugiarse y protegerse ante los ataques de enemigos, a modo de autodefensa.
Así pues, podemos afirmar que la masía San Juan, pese a su actual aspecto exterior, es origen musulmán, aunque de características arquitectónicas de esta época prácticamente no existen, quedando apenas unas trazas. Con el devenir del tiempo se realizaron sucesivas intervenciones y añadidos, hasta que se acabó dando lugar a un masía de unas dimensiones considerables y apariencia de castillo medieval. También se dieron lugar a intervenciones en el siglo XIX, que son las que le aportaron sus características estéticas actuales.
Como ocurrió también con la Masía fortificada de Cucalón, perteneció durante siglos a la Cartuja de la Vall de Christ, por lo que tanto económica como social y administrativamente, dependía de la orden cartuja. En época reciente fue restaurada y rehabilitada para su uso como establecimiento de turismo rural, aprovechando para tal circunstancia la situación en la localización de la masía, cercana a un destacable pinar.

## Descripción
Se trata de una masía de doble funcionalidad, lo queda claramente a la vista, ya que presenta una estructura y un aspecto exterior que ponen de manifiesto su carácter fortificado.
Como la masía fortificada de Cucalón, presenta un recinto amurallado, que cierra por completo el resto de las instalaciones, que quedan de este modo protegidas del exterior. La masía en sí presenta planta cuadrada y está construida de mampostería y no presenta almenas. Tiene un aspecto semejante a un castillo, debido a presentar el recinto amurallado con torreones circulares (de fábrica de mampostería y sillar, y que son parte de los restos más antiguos, junto con las murallas) en las esquinas, en el que sí se observan almenas.